# Julia Duporty
Julia Duporty (Julia Esther „Daysi“ Duporty Torres; * 9. Februar 1971 in Guantánamo) ist eine ehemalige kubanische Sprinterin.
1991 gewann sie bei den Panamerikanischen Spielen in Havanna jeweils Silber in der 4-mal-100-Meter-Staffel und der 4-mal-400-Meter-Staffel. Bei den Weltmeisterschaften in Tokio erreichte sie über 200 Meter das Halbfinale und kam mit der kubanischen 4-mal-100-Meter-Stafette auf den sechsten Platz.
Bei den Olympischen Spielen 1992 in Barcelona schied sie mit der kubanischen 4-mal-400-Meter-Stafette im Vorlauf aus.
1993 siegte sie bei den Zentralamerika- und Karibikspielen über 400 Meter und wurde bei den Weltmeisterschaften in Stuttgart Sechste in der 4-mal-100-Meter-Staffel. Beim Leichtathletik-Weltcup 1994 in London wurde sie Fünfte über 400 Meter und Dritte in der 4-mal-400-Meter-Staffel. 1995 wurde sie bei den Panamerikanischen Spielen in Mar del Plata Vierte über 200 Meter und siegte über 400 Meter und in der 4-mal-400-Meter-Staffel. Bei den Weltmeisterschaften in Göteborg gelangte sie über 400 Meter ins Halbfinale und kam mit der 4-mal-400-Meter-Stafette auf den sechsten Platz.
1996 siegte sie bei den Iberoamerikanischen Meisterschaften über 400 Meter und belegte bei den Olympischen Spielen in Atlanta mit der 4-mal-400-Meter-Stafette den sechsten Rang.
1997 holte sie Gold über 400 Meter bei den Zentralamerika- und Karibikmeisterschaften und 1998 Bronze über 200 Meter bei den Iberoamerikanischen Meisterschaften. Mit der kubanischen 4-mal-400-Meter-Stafette verteidigte sie 1999 den Titel bei den Panamerikanischen Spielen in Winnipeg und wurde Siebte bei den Weltmeisterschaften in Sevilla. Bei den Olympischen Spielen 2000 in Sydney kam sie in der 4-mal-400-Meter-Staffel auf den achten Platz.

## Persönliche Bestzeiten
- 100 m: 11,71 s
- 200 m: 23,15 s, 28. August 1994, Rieti
- 400 m: 50,61 s, 6. September 1994, Madrid